# Rinjani
Rinjani je aktivní stratovulkán na indonéském ostrově Lombok. S nadmořskou výškou 3 726 metrů se po Kerinci jedná o druhou nejvyšší indonéskou sopku.

## Poloha

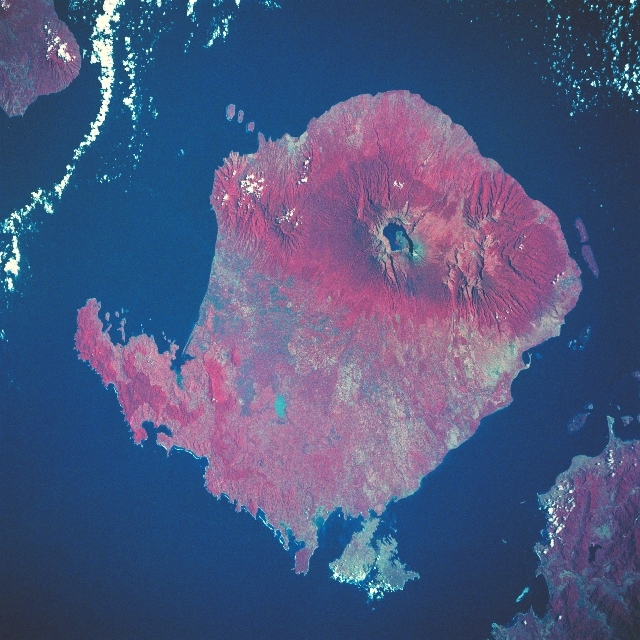
ostrov Lombok se sopkou Rinjani

Rinjani je sopka v ostrovním oblouku Malých Sund. Ostrovní oblouk byl vytvořen subdukcí oceánské kůry indoaustralské desky. Sopky sundského ostrovního oblouku vykazují vysokou sopečnou aktivitu. Nedaleko od sopky se nachází na ostrově Sumbawa Mount Tambora, jejíž erupce v roce 1815 dosahovala dle indexu vulkanické aktivity hodnoty VEI 7.
Založením národního parku Gunung Rinjani v roce 1997 se hora dostala pod zákonnou ochranu. Správa národního parku organizuje přístup do kráteru. Kráter má rozměry 6×8,5 km a nachází se v něm 230 metrů hluboké kráterové jezero Segara Anak. Obyvateli více než 20 okolních vesnic je sopka uctívána jako posvátná hora. Mezi řeky, které na Rinjani pramení, patří například Jangkok.

## Sopečné erupce

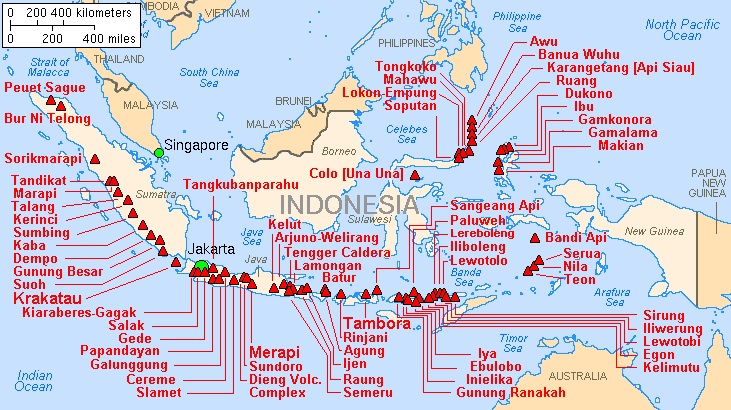
Mapa sopek v Indonésii

Dle výzkumu mezinárodního týmu vědců je erupce sopky Salamas ve vulkanickém komplexu Rinjani z roku 1257 zodpovědná za deštivé a neúrodné léto následující roku 1258 v Evropě. Rok 1258 je, stejně jako rok 1816 (kdy explodovala Tambora), označován jako rok bez léta. Mohutné vulkanické erupce v polovině 13. století dokládají analýzy vrtných jader z Grónska a Antarktidy. Podle údajů z letokruhů stromu byl rok 1259 třetí nejchladnější na severní polokoule za posledních 1000 let.
V normanských kronikách z Coutance se lze dočíst, že tohoto roku prakticky nebylo léto. Počasí bylo velmi deštivé a studené, sklizeň obilí a hroznů nebyla dobrá. V Anglii zhoršila erupce potravinovou krizi. V důsledku sopečné erupce bylo podle kroniky zcela zničeno hlavní město království Lombok, Babad Lombok Pamatan.
Výbuch měl sílu VEI 7 a je datován do období od května do října 1257. Výška sloupce kouře byla 43 kilometrů, a objem pyroklastických sedimentů byl až 100 krychlových kilometrů. Erupce vyvrhla 119 až 158 milionů tun oxidu siřičitého. Do atmosféry se tak dostalo nejvíce SO2 za posledních 1 000 let, podle jiných výzkumů dokonce za posledních 2 000 let. Tato erupce a několik následných erupcí mělo zpětné účinky a v dlouhodobém horizontu přispělo k chladnější epizodě na severní polokouli, tzv. malé době ledově.
Poslední velké erupce sopky proběhly v květnu 2009, květnu 2010, září 2016.